# Over Her Dead Body
Over Her Dead Body, titulada en castellano Mi ex es un fantasma en Argentina y Sobre mi cadáver en México y Perú, Mi novia es un fantasma en Colombia y Por encima de su cadáver en España, es una comedia romántica estrenada el 1 de febrero de 2008 en Estados Unidos, el 1 de agosto del mismo año en México y el 5 de agosto de 2009 en Argentina, directamente al mercado del DVD. Protagonizada por Eva Longoria, Paul Rudd, Lake Bell y Jason Biggs. Escrita y dirigida por Jeff Lowell.

## Argumento
Kate (Eva Longoria) y Henry (Paul Rudd) deciden casarse, pero lo que no esperan es que la guapa novia muera inesperada y trágicamente el día de la boda con el hombre de sus sueños. Henry abatido por la pérdida de su pareja el mismo día de su boda decide, alentado por la hermana de este, recurrir a una médium llamada Ashley (Lake Bell) para sí poder contactar con el espíritu de la difunta Kate.
Una vez que han contactado con el fantasma, entre Henry y Ashley empezará a surgir la chispa. Kate, muy celosa, se da cuenta de ello y desde el más allá intentará hacer todo lo posible para que la relación entre el que iba a ser su esposo y la extravagante médium no llegue a buen puerto.

## Reparto
- Eva Longoria (Kate)
- Paul Rudd (Henry)
- Lake Bell (Ashley)
- Jason Biggs (Dan)
- Lindsay Sloane (Chloe)
- Heather Mazur (Sue)
- Stephen Root (escultor)

## Recepción crítica y comercial
Según la página de Internet Rotten Tomatoes obtuvo un 15% de comentarios positivos, llegando a la siguiente conlusión: "Con poca diversión y poca química romántica, "Over Her Dead Body" carece de los ingredientes de una comedia romántica de éxito." Destacar el comentario del crítico cinematográfico Claudia Puig: 

"La historia no tiene demasiada imaginación."
Claudia Puig.

Según la página de Internet Metacritic obtuvo críticas negativas, con un 30%, basado en 29 comentarios de los cuales 1 es positivo. Recaudó en Estados Unidos 7 millones de dólares. Sumando las recaudaciones internacionales la cifra asciende a 21 millones; la película no fue estrenada en las salas comerciales de numerosos países. El presupuesto invertido en la producción fue de aproximadamente 10 millones.

## Localizaciones
Over Her Dead Body se empezó a rodar el 24 de agosto de 2006, íntegramente en la ciudad de Los Ángeles, Estados Unidos.